# A Nod Is as Good as a Wink... to a Blind Horse
A Nod Is as Good as a Wink… to a Blind Horse é o terceiro álbum de estúdio da banda The Faces de 1971.

## Faixas
1. "Miss Judy's Farm" (Wood, Stewart)
2. "You're So Rude" (Lane, McLagan)
3. "Love Lives Here" (Lane, Wood, Stewart)
4. "Last Orders Please" (Lane)
5. "Stay With Me" (Wood, Stewart)
6. "Debris" (Lane)
7. "Memphis" (Chuck Berry)
8. "Too Bad" (Wood, Stewart)
9. "That's All You Need" (Wood, Stewart)

## Integrantes e participações
- Ron Wood - Guitarra/Vocal
- Ronnie Lane - Baixo/Guitarra/Vocal
- Rod Stewart - Vocal
- Ian McLagan - Piano/órgão
- Kenney Jones - Bateria